# Innbrücke Jettenbach
Die Innbrücke Jettenbach (auch Eisenbahnbrücke Jettenbach oder Jettenbacher Brücke genannt) ist eine Eisenbahnbrücke, die den Inn im Zuge der Bahnstrecke Rosenheim–Mühldorf zwischen Jettenbach und Waldkraiburg im oberbayerischen Landkreis Mühldorf quert.

## Geschichte
Die Innbrücke wurde zwischen 1875 und 1876 als zweite Innquerung im Zuge der Bahnstrecke Rosenheim–Mühldorf neben der Innbrücke Königswart errichtet. Die gesamte Länge des Bauwerks einschließlich der Widerlager wurde mit 280 m angegeben. Die Brücke hatte Stützweiten von 3 × 52 m. Die schmiedeeisernen, genieteten Träger bestanden aus einem parallelgurtigen Fachwerk mit obenliegender Fahrbahn. Ihre beiden Mauerwerkspfeiler bestanden aus Nagelfluh aus einem Steinbruch bei Neuötting.
Als zwischen 1919 und 1923 die Stauanlage Jettenbach gebaut wurde, standen die Pfeiler in dem aufgestauten Inn.
Am Ende der 1970er Jahre kam es zu einem Kuriosum, als die Brücke aufgrund von Schäden für den Zugverkehr gesperrt werden musste. Die Deutsche Bundesbahn richtete nördlich und südlich der Brücke zwei Haltepunkte ein, die mit Innbrücke Nord und Innbrücke Süd bezeichnet wurden. Die Züge aus Mühldorf bzw. Wasserburg endeten an den jeweiligen Haltepunkten, die Reisenden mussten die rund 200 Meter über die Brücke zu Fuß zurücklegen. Zu diesem Zweck wurde eine hölzerne Überdachung errichtet.
Aufgrund fortschreitender Baufälligkeit musste die Brücke mit Ablauf des 28. Septembers 1985 auch für Fußgänger gesperrt werden, der Personenverkehr zwischen Mühldorf und Wasserburg wurde gleichzeitig komplett eingestellt. Aufgrund der potentiellen verkehrlichen und strategischen Bedeutung untersagte das Bundesverkehrsministerium jedoch die Genehmigung zur formalen Einstellung des Güterverkehrs. Im Juli 1988 wurde mit einem Zuschuss aus dem Verteidigungshaushalt mit dem Neubau der Innbrücke begonnen, die im Juni 1989 abgeschlossen werden konnte.

## Neubau
Die neue Balkenbrücke ist einschließlich der Widerlager 188 m lang. Die Stützweite zwischen ihren beiden Stahlbetonpfeiler beträgt ca. 76 m. Der neue Überbau ist eine Verbundbrücke aus stählernen Vollwandträgern, die mit einer Betonplatte verbunden sind, auf dem zu Geräuschverringerung ein Schotterbett liegt.
Bis zur Sanierung der einige Kilometer südlich gelegenen Innbrücke Königswart wurde die Brücke in Jettenbach jedoch nur sporadisch für Gütertransporte von und nach Gars genutzt. Am 28. Mai 1994 nahm die Deutsche Bahn den fahrplanmäßigen Personenverkehr zwischen Mühldorf und Wasserburg wieder auf.